# II. zonska nogometna liga BiH – Tuzla 1959./60.
"II. zonska nogometna liga BiH – Tuzla, također i kao "II. zonska nogometna liga BiH – grupa A", "Druga zonska nogometna liga BiH – grupa A", ali i kao "Prva zonska nogometna liga BiH – grupa A"  je bila liga trećeg stupnja nogometnog prvenstva Jugoslavije u sezoni 1959./60. 
 
Sudjelovalo je 12 klubova s područja podsaveza Tuzla, Brčko i Doboj, a prvak je bilo "Jedinstvo" iz Brčkoga. 

## Ljestvica
| mj. | klub                 | ut. | pob. | ner. | por. | gol+ | gol- | bod |
| --- | -------------------- | --- | ---- | ---- | ---- | ---- | ---- | --- |
| 1.  | Jedinstvo Brčko      | 22  | 16   | 3    | 3    | 82   | 33   | 35  |
| 2.  | Sloga Doboj          | 22  | 12   | 2    | 8    | 59   | 39   | 26  |
| 3.  | Tekstilac Derventa   | 22  | 12   | 2    | 8    | 61   | 50   | 26  |
| 4.  | Borac Bosanski Šamac | 22  | 11   | 4    | 7    | 57   | 52   | 26  |
| 5.  | Proleter Tuzla       | 22  | 11   | 3    | 8    | 52   | 40   | 25  |
| 6.  | Napredak Modriča     | 22  | 10   | 2    | 10   | 37   | 41   | 22  |
| 7.  | Radnik Bijeljina     | 22  | 8    | 4    | 10   | 39   | 37   | 20  |
| 8.  | Radnički Lukavac     | 22  | 7    | 6    | 9    | 41   | 52   | 20  |
| 9.  | Zvijezda Gradačac    | 22  | 8    | 3    | 11   | 44   | 69   | 19  |
| 10. | Proleter Teslić      | 22  | 8    | 2    | 12   | 37   | 44   | 18  |
| 11. | Jedinstvo Tuzla      | 22  | 7    | 2    | 13   | 37   | 59   | 16  |
| 12. | Hajduk Orašje        | 22  | 5    | 1    | 16   | 36   | 65   | 11  |

## Rezultatska križaljka
| kratica | klub                 | BOR | HAJ | JEDB | JEDT | NAP | PROTE | PROTU | RADČ | RADK | SLO | TEK | ZVI |
| --- | -------------------- | --- | --- | ---- | ---- | --- | ----- | ----- | ---- | ---- | --- | --- | --- |
| BOR | Borac Bosanski Šamac |     |     |      |      |     |       |       |      |      |     |     |     |
| HAJ | Hajduk Orašje        |     |     |      |      |     |       |       |      |      |     |     |     |
| JEDB | Jedinstvo Brčko      |     |     |      |      |     |       |       |      |      |     |     |     |
| JEDT | Jedinstvo Tuzla      |     |     |      |      |     |       |       |      |      |     |     |     |
| NAP | Napredak Modriča     |     |     |      |      |     |       |       |      |      |     |     |     |
| PROTE | Proleter Teslić      |     |     |      |      |     |       |       |      |      |     |     |     |
| PROTU | Proleter Tuzla       |     |     |      |      |     |       |       |      |      |     |     |     |
| RADČ | Radnički Lukavac     |     |     |      |      |     |       |       |      |      |     |     |     |
| RADK | Radnik Bijeljina     |     |     |      |      |     |       |       |      |      |     |     |     |
| SLO | Sloga Doboj          |     |     |      |      |     |       |       |      |      |     |     |     |
| TEK | Tekstilac Derventa   |     |     |      |      |     |       |       |      |      |     |     |     |
| ZVI | Zvijezda Gradačac    |     |     |      |      |     |       |       |      |      |     |     |     |
| |                      |     |     |      |      |     |       |       |      |      |     |     |     |
| podebljan rezultat - utakmice od 1. do 11. kola (1. utakmica između klubova) rezultat normalne debljine - utakmice od 12. do 22. kola (2. utakmica između klubova) rezultat nakošen - nije vidljiv redoslijed odigravanja međusobnih utakmica iz dostupnih izvora rezultat nakošen i smanjen * - iz dostupnih izvora nije uočljiv domaćin susreta prekrižen rezultat - poništena ili brisana utakmica p - utakmica prekinuta 3:0 p.f. / 0:3 p.f. - rezultat 3:0 bez borbe n.i. - nije igrano |                      |     |     |      |      |     |       |       |      |      |     |     |     |

 Izvori: 